# فوجی زیراکس
فوجی زیراکس (انگلیسی: Fuji Xerox) شرکت الکترونیک ژاپنی است، که در سال ۱۹۶۲ تأسیس شد.